# Ліра (родовище)
Ліра — газове родовище у румунському секторі Чорного моря.

## Опис
У 2010-х роках розпочалось розвідувальне буріння у глибоководному секторі Чорного моря, одним з учасників якого став консорціум російського «Лукойла» (72 %, оператор), PanAtlantic Petroleum (18 %) та місцевої Societatea Nationale de Gaze Naturale Romgaz (10 %). В 2018-му PanAtlantic Petroleum (раніше була відома як Vanco International) вийшла з проекту, а частки двох інших учасників збільшились до 87,8 % та 12,2 % відповідно.
Консорціум зафрахтував напівзанурену бурову платформу Development Drillir II, яка в серпні 2015-го почала буріння на блоці E X-30 Trident свердловини Lira-1X. Вона стала третьою у розвідувальній кампанії та першою, яка дала позитивні результати. Закладена в районі з глибиною води 700 метрів, свердловина досягла глибини у 2700 метрів та виявила у міоцен-пліоценових пісковиках газонасичений інтервал завтовшки 46 метрів. Нафтоматеринськими породами вважаються дві багаті на органічний матеріал сланцеві формації — Кума (середній — пізній еоцен) та макопська (олігоцен — ранній міоцен), які формувались в умовах глибокого моря.
З урахуванням доволі великої площі структури — 39 км2 — її ресурси первісно оцінили у 30 млрд м3, при цьому станом на початок 2020-х так і не провели їх уточнення за допомогою оціночного буріння.
У 2020 році після невдалої розвідувальної свердловини на іншій структурі того ж блоку «Лукойл» оголосив про своє бажання вийти з проекту, оскільки ресурсів самої Ліри недостатньо для створення інфраструктури нового видобувного району.